# Мушка тениска репрезентација Шпаније
Тениска репрезентација Шпаније представља Шпанију у Дејвис куп тениском такмичењу, а њом управља тениски савез Шпаније. Ова репрезентација је освојила шест Дејвис купова и још четири пута била у финалу; стога је једна од најуспешнијих тениских репрезентација на свету.
Такмичили су се 32 године у Светској групи насталој 1981; од 1997. до 2014. 18 година узастопно, па су се вратили 2017. после победе у прошлогодишњем плејофу Светске групе.